# Survivor (band)

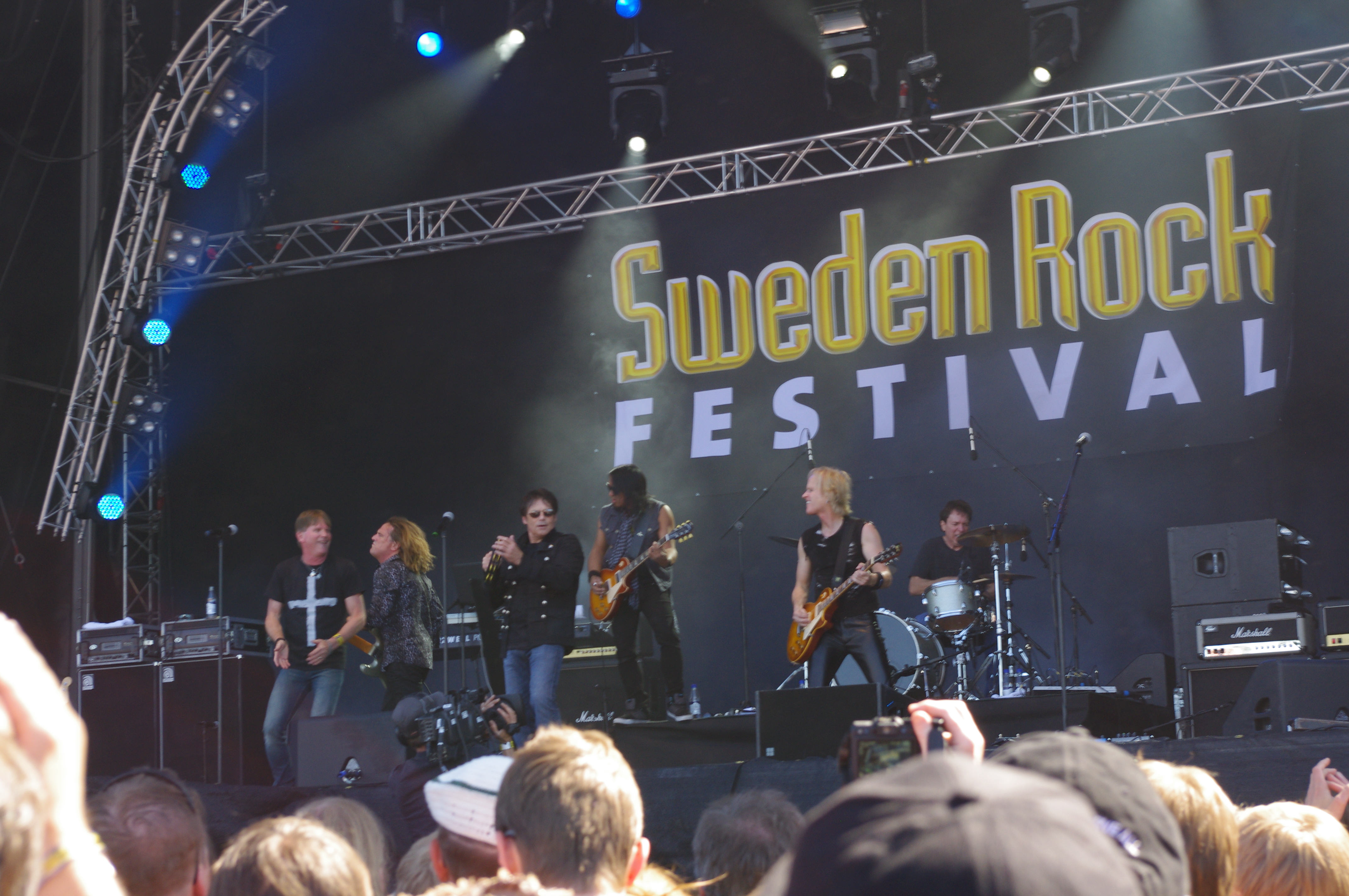
Survivor in 2013

Survivor is een Amerikaanse rockband, die vooral bekend werd door hun hits "Eye of the Tiger" en "Burning Heart". Beide hits zijn gebruikt voor de filmreeks Rocky, met Sylvester Stallone. Deze nummers werden door twee verschillende zangers gezongen.

## Ontstaan
De band Survivor werd in 1978 in Chicago opgericht door Jim Peterik en Frankie Sullivan. De andere leden waren Dave Bickler, Gary Smith en Dennis Keith Johnson; de laatste twee werden later door Stephan Ellis en Marc Droubay vervangen. In 1976 werd al een andere band geformeerd met dezelfde naam, afkomstig uit Shreveport, Louisiana. Door het succes van deze band werd die naam veranderd in Philadelphia.
De groep scoorde in de jaren tachtig verschillende hits in het AOR-genre. Hun grootste hit was "Eye of the Tiger", dat tevens de soundtrack was van de film Rocky III. Andere nummers waarmee de band de hitlijsten haalde waren "Burning Heart", "The Search Is Over", "High On You", "Is This Love", "I Can't Hold Back" en "American Heartbeat". In Nederland had de band twee Top 40-hits die beide op nummer 2 belandden.

## Bezetting
Op 31 augustus 2014 overleed ex-zanger Jimi Jamison, de zanger van de soundtrack van de film Rocky IV. Hij was tevens de zanger van de soundtrack van de televisieserie Baywatch. Op 1 maart 2019 overleed basgitarist Stephan Ellis.

### Huidige bandleden
- Frankie Sullivan – gitaar, zang (1978–1989, 1993–2014)
- Dave Bickler – co-leadzang (1978–1983, 1993–2000, 2013–heden)
- Billy Ozzello – basgitaar (1995–1996, 1999–2003, 2006–heden)
- Walter Tolentino – keyboards, gitaar, achtergrondzang (2011–heden)
- Ryan Sullivan – drums (2014–heden)

### Voormalige bandleden
- Jim Peterik – keyboards, gitaar, zang (1978–1989, 1993–1996)
- Dennis Keith Johnson – basgitaar (1978–1981)
- Gary Smith – drums (1978–1981)
- Marc Droubay – drums (1981–1988, 1996–2014)
- Stephan Ellis – basgitaar, achtergrondzang (1981–1988, 1996–1999)
- Jimi Jamison – co–leadzang (1984–1989, 2000–2006, 2011–2014)
- Bill Syniar – basgitaar (1988–1989, 1993)
- Mickey Curry – drums (1988)
- Kyle Woodring – drums (1988–1989, 1993–1996)
- Klem Hayes – basgitaar (1993–1994)
- Randy Riley – basgitaar (1994–1995, 2003–2005)
- Chris Grove – keyboards (1996–2008)
- Gordon Patriarca – basgitaar (1999)
- Barry Dunaway – basgitaar (2005–2006)
- Robin McAuley – zang (2006–2011)
- Michael Young – keyboards (2008–2010)
- Mitchell Sigman – keyboards, gitaar, achtergrondzang (2010–2011)

## Discografie

### Singles
| Single met eventuele hitnotering(en) in de Nederlandse Top 40 | Datum van verschijnen | Datum van binnenkomst | Hoogste positie | Aantal weken | Opmerkingen                                               |
| ------------------------------------------------------------- | --------------------- | --------------------- | --------------- | ------------ | --------------------------------------------------------- |
| Eye of the Tiger                                              | 1982                  | 11-9-1982             | 2               | 11           | nr. 6 in de Nationale Hitparade / nr. 2 in de TROS Top 50 |
| Burning heart                                                 | 1986                  | 8-2-1986              | 2               | 13           | nr 2. In de Nationale Hitparade                           |

| Single met hitnotering(en) in de Vlaamse Ultratop 50 | Datum van verschijnen | Datum van binnenkomst | Hoogste positie | Aantal weken | Opmerkingen                 |
| ---------------------------------------------------- | --------------------- | --------------------- | --------------- | ------------ | --------------------------- |
| Eye of the Tiger                                     | 31-05-1982            | 11-09-1982            | 3               | 13           | Nr. 2 in de Radio 2 Top 30  |
| Burning heart                                        | 01-11-1985            | 08-02-1986            | 1(2wk)          | 13           | Nr. 1 in de Radio 2 Top 30  |
| I can't hold back                                    | 21-09-1984            | 26-04-1986            | 18              | 3            | Nr. 15 in de Radio 2 Top 30 |

### NPO Radio 2 Top 2000
| Nummers met noteringen in de NPO Radio 2 Top 2000 | '99 | '00  | '01 | '02 | '03 | '04 | '05 | '06 | '07 | '08 | '09  | '10  | '11 | '12 | '13 | '14 | '15 | '16 | '17 | '18 | '19 | '20 | '21 | '22 | '23 | '24 |
| ------------------------------------------------- | --- | ---- | --- | --- | --- | --- | --- | --- | --- | --- | ---- | ---- | --- | --- | --- | --- | --- | --- | --- | --- | --- | --- | --- | --- | --- | --- |
| Burning Heart                                     | -   | 1484 | -   | -   | -   | -   | -   | -   | -   | -   | -    | -    | -   | -   | -   | -   | -   | -   | -   | -   | -   | -   | -   | -   | -   | -   |
| Eye of the Tiger                                  | 244 | 403  | 604 | 380 | 378 | 464 | 615 | 712 | 863 | 600 | 1109 | 1113 | 934 | 764 | 637 | 730 | 673 | 918 | 776 | 649 | 826 | 744 | 837 | 852 | 920 | 972 |

1. ↑  Een '-' betekent dat het nummer niet was genoteerd en een vetgedrukt getal geeft de hoogste notering van een nummer aan.